# Sourdon
Sourdon är en kommun i departementet Somme i regionen Hauts-de-France i norra Frankrike. Kommunen ligger i kantonen Ailly-sur-Noye som tillhör arrondissementet Montdidier. År 2022 hade Sourdon 308 invånare.

## Befolkningsutveckling
Antalet invånare i kommunen Sourdon
| Referens: INSEE |